# Dawie Gouws
Le docteur Dawie Gouws (également orthographié Dawie Gous), né en 1927 et mort le 10 juillet 2011, est un pilote automobile sud-africain, souvent en endurance sur voitures de sport de type Grand Tourisme.

## Biographie
Sa carrière en sport automobile s'étale entre 1958 (au vieux circuit de Grand Central) et 1966. En 1959, il s'achète avec son confrère chirurgien orthopédiste Tielman Roos une Porsche 356 Carrera, Roos devant décéder tragiquement deux semaines avant la prise en main. Gouws est d'emblée 2e de classe avec la voiture, lors de la deuxième course des 9 Heures d'Afrique du Sud à Grand Central (1959).
Les deux principaux succès de ce pilote sont obtenus en 1960 et 1961 avec un modèle 550 RS de la marque allemande en endurance, engagé par A. H. Pillman & Son (pty.) Ltd. lors de cette même compétition, alors qu'il fait la paire avec le rhodésien John Love.
Fin 1963, il s'offre une Porsche 356B Abarth Carrera GTL, voiture qui vient tout juste d'être sacrée championne d'Europe de la montagne en catégorie GT avec le suisse Herbert Müller.

## Titres
- Première édition du Championnat d'Afrique du Sud des voitures de sport (le SA SCC) en 1964[2] (sur Porsche 718 RS 61 1,8 L.; 10 victoires en 11 courses); 
  - vice-champion d'Afrique du Sud des voitures de sport en 1965 (même véhicule[3], puis une Elva Mk VII équipée avec le moteur Porsche de rechange de la RS 61; 3 victoires en 9 courses);

## Principales victoires
- 9 Heures de Johannesburg 1960, sur Porsche 550 RS[4] avec John Love à Grand Central (ou IIIe 9 Heures d'Afrique du Sud);
- 9 Heures de Kyalami 1961, sur Porsche 550 RS avec John Love (succède à la course précédente en changeant de circuit pour Kyalami, ou IVe  9 Heures d'Afrique du Sud; 3e en 1962);
- 6 Heures d'Afrique du Sud 1961 et 1962 au circuit de Roy Hesketh, sur Porsche 550 RS avec Neville Austin, et 1965 sur Porsche 718 RS 61 avec Clive van Buuren;
- Grand Central de Johannesburg 1961, sur Porsche 550 RS (et 2e de l'épreuve en début de saison derrière Gene Bosman);
- Grand Prix de Kyalami Sport 1962, sur Porsche 550 RS;
- Diverses courses Sport à Lourenço Marques au Mozambique, Westmead, Killarney, Pietermaritzburg, East London... (surtout en SA SCC)